# PLK1
سرین/ترئونین-پروتئین کیناز PLK1 (انگلیسی: Serine/threonine-protein kinase PLK1) یک پروتئین است که در انسان توسط ژن «PLK1» کُدگذاری می‌شود.
این پروتئین از ۶۰۳ اسید آمینه تشکیل شده و ۶۶ کیلو دالتون وزن دارد. طی اینترفاز، مولکول PLK1 به سانتروزوم نقل مکان می‌کند و در اوایل میتوز، با دو قطب دوک تقسیم مرتبط است.
ژن «PLK1» یک پروتو-آنکوژن است که بیان بیش از حد آن، در سلول‌های توموری دیده می‌شود. خاصیت سرطان‌زایی این پروتئین ناشی از نقش آن در پیشبرد چرخه سلول است.

## اهمیت بالینی
این پروتئین به عنوان یکی از اهداف دارویی در درمان سرطان مورد بررسی و تحقیق است. بسیاری از انواع سرطان روده بزرگ و سرطان ریه در اثر جهش‌های KRAS ایجاد می‌شوند. این سرطان‌ها وابسته به پروتئین PLK1 هستند. چند کارآزمایی بالینی جهت استفاده از یک داروی مهارکنندهٔ PLK1 به نام ولاسرتیب جهت درمان لوسمی حاد مغز استخوان انجام شده‌است.
این پروتئین با TSC1 تعامل پروتئین-پروتئین دارد.